# Mellsjön (Varnums socken, Västergötland)
Mellsjön är en sjö i Ulricehamns kommun i Västergötland och ingår i Viskans huvudavrinningsområde. Sjön är 4,9 meter djup, har en yta på 0,222 kvadratkilometer och befinner sig 169,9 meter över havet. Sjön avvattnas av vattendraget Viskan mot Marsjön.

## Delavrinningsområde
Mellsjön ingår i det delavrinningsområde (641314-134233) som SMHI kallar för Inloppet i Marsjön. Avrinningsområdets medelhöjd är 200 meter över havet och ytan är 2,91 kvadratkilometer. Räknas de 4 avrinningsområdena uppströms in blir den ackumulerade arean 201,1 kvadratkilometer. Avrinningsområdets utflöde Viskan mynnar i havet. Avrinningsområdet består mestadels av skog (82 %). Avrinningsområdet har 0,22 kvadratkilometer vattenytor vilket ger det en sjöprocent på 7,7 %.